# Municipio Tultitlán
Koordinaten: 19° 38′ 24″ N, 99° 10′ 12″ W
Tultitlán ist ein Municipio im mexikanischen Bundesstaat México. Es gehört zur Zona Metropolitana del Valle de México, der Metropolregion um Mexiko-Stadt. Der Sitz der Gemeinde ist Tultitlán de Mariano Escobedo. Die Gemeinde hatte im Jahr 2010 524.074 Einwohner, ihre Fläche beträgt 69,5 km².

## Geographie
Otumba liegt im Norden des Bundesstaates Mexiko auf etwa 2240 m Höhe und grenzt nördlich an den Bundesdistrikt Mexiko-Stadt. Etwa 40 % der Gemeindefläche sind urbanisiert, etwa ein Drittel des Municipios dient dem Ackerbau.
Das Gemeindegebiet besteht aus zwei nicht miteinander verbundenen Teilen: einerseits aus einem südlich gelegenen Teil um Tultitlán de Mariano Escobedo, andererseits aus einem Gebiet um San Pablo de las Salinas weiter nordöstlich. Nachbarmunicipios sind Cuautitlán, Tultepec, Nextlalpan, Tonanitla, Jaltenco, Tlalnepantla de Baz und Cuautitlán Izcalli, zudem grenzt Tultitlán an Mexiko-Stadt.

## Orte und Bevölkerung
Das Municipio Tultitlán umfasst elf Ortschaften mit total 132.210 Haushalten. Fünf Orte weisen zumindest 10.000 Einwohner auf:
| Ortsname                       | Einwohner (2010) |
| Buenavista                     | 206.081          |
| San Pablo de las Salinas       | 189.453          |
| Fuentes del Valle              | 074.087          |
| Tultitlán de Mariano Escobedo  | 031.936          |
| Ampliación San Mateo           | 016.250          |
| Colonia Lázaro Cárdenas        | 003.337          |
| Sierra de Guadalupe            | 002.011          |
| Paraje San Pablito             | 000.438          |
| Las Chinampas                  | 000.325          |
| Ejido de San Antonio Tultitlán | 000.155          |
| El Cerrito                     | 000.001          |

Beim Zensus 2010 wurden 5.366 Sprecher einer indigenen Sprache gezählt. 4 % der Bevölkerung lebten zu diesem Zeitpunkt in extremer Armut.